# Вусс, Василий Никифорович
Василий Никифорович Вусс (25 мая 1908, п. Томск—Таёжный,  Томская губерния, Российская империя — 8 апреля 1968, Москва, СССР) — советский военачальник, генерал-майор авиации (11.05.1949).

## Биография
Родился 25 мая 1908 года  в посёлке Томск—Таёжный,  ныне  город  Тайга в Кемеровской области, Россия. Белорус.

## Военная служба
12 сентября 1929 года  был призван в РККА на  срочную службу  и зачислен курсантом в учебный дивизион 3-го Туркестанского артиллерийского полка САВО, по окончании обучения с октября 1930 года служил там же командиром отделения связи и помощником командира взвода.
В сентябре 1931 года демобилизовался и уехал в Ленинград, где работал слесарем на заводе им. С. М. Кирова, позже заведующим экспедиции в отделении треста ВЭТ. В 1931 году вступил в ВКП(б).
25 мая 1932 года добровольно поступил в 1-ю военную школу летчиков им. А. Ф. Мясникова. В декабре 1933 года окончил ее и был назначен в 15-ю штурмовую авиаэскадрилью 101-й авиабригады ВВС МВО в город Воронеж, где служил младшим и старшим летчиком, командиром звена. 28 июня 1934 года эскадрилья была перебазирована в Забайкалье. В марте 1937 года  Вусс назначен командиром корабля 113-й тяжелобомбардировочной авиаэскадрильи 29-й тяжелобомбардировочной авиабригады ВВС ЗабВО. С ноября командовал звеном в 50-й истребительной авиаэскадрилье. В апреле 1938 года назначается старшим адъютантом эскадрильи 8-го истребительного авиаполка.
С июня 1939 года проходил службу в 22-м истребительном авиаполку в МНР, занимая должности командира звена, помощника командира и командира эскадрильи. С 28 июня по 27 октября 1939 года принимал участие в боях на реке Халхин-Гол, где в 27 воздушных боях сбил 4 самолёта противника лично и 4 — в группе. За героизм и мужество  был награжден орденами Ленина и Красного Знамени.
По окончании боевых действий в декабре 1939 года был командирован на Липецкие авиационные курсы усовершенствования ВВС Красной армии, по их окончании в июле 1940 года направлен командиром эскадрильи 161-го резервного истребительного авиаполка ВВС СКВО в город Армавир. Затем полк перебазировался в БОВО в городе Лепель. В марте 1941 года капитан  Вусс назначен заместителем командира 180-го истребительного авиаполка ВВС ЗапОВО в Шаталово.

### Великая Отечественная война
С началом  войны в той же должности. В июле капитан Вусс назначен командиром эскадрильи 33-го истребительного авиаполка 43-й смешанной авиадивизии ВВС Западного фронта.
С сентября 1941 года вступил в командование 521-м истребительным авиаполком. Участвовал в Смоленском сражении и битве под Москвой. С февраля 1942 года полк вел боевые действия на Калининском фронте в составе 31-й смешанной авиадивизии ВВС 39-й армии. К апрелю 1942 года летчиками полка произведено 76 воздушных боев, в которых было сбито 69 самолетов противника. Кроме того, штурмовыми действиями уничтожено: самолетов на аэродромах — 6, автомашин с пехотой и грузами — 147, зенитных точек — 4, танков — 4, повозок с грузами — 24, пехоты — до 17 рот. Сам майор  Вусс имел на своем счету к этому времени 79 боевых вылетов. 21 апреля 1942 года он был тяжело ранен и до июня находился в Центральном госпитале НКО в Москве.
14 июня 1942 года подполковник Вусс назначен командиром 256-й истребительной авиадивизии, входившей в состав 3-й воздушной армии Калининского фронта. Дивизия участвовала в Ржевско-Сычевской и Великолукской наступательных операциях. С января по июль 1943 года Вусс проходил подготовку на курсах усовершенствования командиров авиадивизий при Военной академии командного и штурманского состава ВВС Красной армии.
16 июля 1943 года подполковник Вусс вступил в командование 309-й истребительной авиадивизией в составе 1-й воздушной армии Западного фронта. Участвовал в Смоленской, Спас-Деменской, Ельнинско-Дорогобужской, Смоленско-Рославльской, Орловской и Брянской наступательных операциях. Части дивизии поддерживали наземные войска при форсировании рек Проня, Днепр, Неман. За успешное выполнение заданий командования дивизии было присвоено почетное наименование «Смоленская», а так же она была награждена орденом Красного Знамени. 
Летом и осенью 1944 года дивизия участвовала в Белорусской, Могилевской, Минской, Белостокской и Осовецкой наступательных операциях, в освобождении Белоруссии и Восточной Польши. Зимой и весной 1945 года она успешно действовала в Восточно-Прусской, Млавско-Эльбингской, Восточно-Померанской и Берлинской наступательных операциях. Всего за войну ее части совершили 22 032 боевых самолето-вылета, летчики дивизии сбили в воздушных боях 570 вражеских самолетов. Лично полковник  Вусс имел на своем счету к концу войны 140 боевых вылетов. Участвовал в 25 воздушных боях, в которых сбил 5 самолетов противника лично и 10 — в группе.
За время войны комдив Вусс был 25 раз персонально упомянут в благодарственных в приказах Верховного Главнокомандующего.

### Послевоенное время
После войны продолжал командовать 309-й истребительной авиационной Смоленской Краснознаменной дивизией в составе 11-й воздушной армии.
С февраля 1947 года — командир 5-го истребительного авиакорпуса 2-й воздушной армии в ЮГВ. В октябре 1947 года корпус перебазирован в ЗакВО в состав 7-й воздушной армии.
С декабря 1948 по сентябрь 1949 года находился на учебе в Высшей военной академии им. К. Е. Ворошилова.
28 сентября 1949 года генерал-майор авиации Вусс уволен в отставку.

## Награды
- два ордена Ленина (29.08.1939[5][6], 22.06.1942[6])
- два ордена Красного Знамени (17.11.1939[6], 04.12.1941[7])
- два ордена Суворова II степени (28.09.1943[8], 29.05.1945[9])
- орден Кутузова II степени (10.04.1945)[10]
- орден Отечественной войны I степени (22.07.1944[11])
- орден Красной Звезды (04.05.1945)[12]

медали в том числе:
- - «За боевые заслуги» (03.11.1944)[12]
  - «За оборону Москвы» (1944)
  - «За победу над Германией в Великой Отечественной войне 1941—1945 гг.»
  - «За взятие Кёнигсберга»

Приказы (благодарности) Верховного Главнокомандующего в которых отмечен В. Н. Вусс.
- За форсирование реки Днепр и за овладение штурмом крупным областным центром городом Смоленск – важнейшим стратегическим узлом обороны немцев на Западном направлении. 25 сентября 1943 года № 25.
- За форсирование реки Проня западнее города Мстиславль, прорыв сильно укрепленной оборону немцев, овладение районным центром Могилевской области – городом Чаусы и освобождение более 200 других населенных пунктов, среди которых Черневка, Ждановичи, Хоньковичи, Будино, Васьковичи, Темривичи и Бординичи. 25 июня 1944 года № 117.
- За овладение штурмом крупным областным центром Белоруссии городом Могилев – оперативно важным узлом обороны немцев на минском направлении, а также овладение городов Шклов и Быхов. 28 июня 1944 года № 122.
- За овладение штурмом городом и крепостью Гродно — крупным железнодорожным узлом и важным укреплённым районом обороны немцев, прикрывающим подступы к границам Восточной Пруссии. 16 июля 1944 года. № 139.
- За овладение штурмом городом и крупным промышленным центром Белосток – важным железнодорожным узлом и мощным укрепленным районом обороны немцев, прикрывающим пути к Варшаве. 27 июля 1944 года № 151.
- За освобождение города и крепости Ломжа — важного опорного пункта обороны немцев на реке Нарев. 13 сентября 1944 года № 186.
- За овладение штурмом городом Пшасныш (Прасныш), городом и крепостью Модлин (Новогеоргиевск) — важными узлами коммуникаций и опорными пунктами обороны немцев. 18 января 1945 года. № 226.
- За овладение штурмом городами Млава и Дзялдово (Зольдау) – важными узлами коммуникаций и опорными пунктами обороны немцев на подступах к южной границе Восточной Пруссии и городом Плоньск – крупным узлом коммуникаций и опорным пунктом обороны немцев на правом берегу Вислы. 19 января 1945 года. № 232.
- За овладение городами Восточной Пруссии Остероде и Дейч-Эйлау — важными узлами коммуникаций и сильными опорными пунктами обороны немцев. 22 января 1945 года. № 244.
- За овладение штурмом городом Эльбинг — крупным узлом коммуникаций и мощным опорным пунктом обороны немцев на правом берегу Вислы, прикрывающим подступы к Данцигской бухте. 10 февраля 1945 года. № 271.
- За овладение городами Руммельсбург и Поллнов — важными узлами коммуникаций и сильными опорными пунктами обороны немцев в Померании. 3 марта 1945 года. № 287.
- За выход на побережье Балтийского моря и овладение городом Кёзлин — важным узлом коммуникаций и мощным опорным пунктом обороны немцев на путях из Данцига в Штеттин. 4 марта 1945 года. № 289.
- За овладение городом и крепостью Грудзёндз (Грауденц) – мощным узлом обороны немцев на нижнем течении реки Висла. 6 марта 1945 года. № 291.
- За овладение городами Гнев (Меве) и Старогард (Прейсиш Старгард) – важными опорными пунктами обороны немцев на подступах к Данцигу. 7 марта 1945 года. № 294.
- За овладение городами Бытув (Бютов) и Косьцежина (Берент) — важными узлами железных и шоссейных дорог и сильными опорными пунктами обороны немцев на путях к Данцигу. 8 марта 1945 года. № 296.
- За овладение важными опорными пунктами обороны немцев на подступах к Данцигу и Гдыне — городами Тчев (Диршау), Вейхерово (Нойштадт) и выход на побережье Данцигской бухты севернее Гдыни, с занятием города Пуцк (Путциг). 12 марта 1945 года. № 299.
- За овладение городом и крепостью Гданьск (Данциг) — важнейшим портом и первоклассной военно-морской базой немцев на Балтийском море. 30 марта 1945 года. № 319.
- За форсирование восточного и западного Одера южнее Штеттина, прорыв сильно укрепленную оборону немцев на западном берегу Одера и овладение главным городом Померании и крупным морским портом Штеттин, а также занятие городов Гартц, Пенкун, Казеков, Шведт. 26 апреля 1945 года. № 344.
- За овладение городами Пренцлау, Ангермюнде — важными опорными пунктами обороны немцев в Западной Померании. 27 апреля 1945 года. № 348.
- За овладение городами и важными узлами дорог Анклам, Фридланд, Нойбранденбург, Лихен и вступили на территорию провинции Мекленбург. 29 апреля 1945 года. № 351.
- За овладение городами Штральзунд, Гриммен, Деммин, Мальхин, Варен, Везенберг — важными узлами дорог и сильными опорными пунктами обороны немцев. 1 мая 1945 года. № 354.
- За овладение городами Росток, Варнемюнде — крупными портами и важными военно-морскими базами немцев на Балтийском море, а также заняли города Рибнитц, Марлов, Лааге, Тетерев, Миров. 2 мая 1945
- За овладение городами Барт, Бад-Доберан, Нойбуков, Варин, Виттенберге и за соединение на линии Висмар, Виттенберге с союзными нам английскими войсками. 3 мая 1945 года. № 360.
- За овладение городом Свинемюнде — крупным портом и военно-морской базой немцев на Балтийском море. 5 мая 1945 года. № 362.
- За форсирование пролива Штральзундерфарвассер, захват на острове Рюген городов Берген, Гарц, Путбус, Засснитц и полное овладение островом Рюген. 6 мая 1945 года. № 363.